# Tratatul de la Lausanne
Tratatul de la Lausanne a fost un tratat de pace semnat la Lausanne, Elveția, pe 24 iulie 1923, care a stabilit apartenența întregii Anatolii și a Traciei Răsăritene la Turcia, anulând astfel prevederile Tratatului de la Sèvres, semnat în 1920 de guvernul otoman. Tratatul de la Lausanne a fost ratificat de guvernul de la Atena pe 11 februarie 1924, și de guvernele britanic, italian și nipon pe 6 august același an. Tratatul a fost înregistrat în „Seria de tratate a Ligii Națiunilor Unite” pe 5 septembrie  1924.
Tratatul a pus capăt războiului revoluționar turc dintre aliații din primul război mondial și forțele naționaliste aflate sub controlul Marii Adunări Naționale a Turciei cu sediul în Ankara, aflate sub comanda lui Mustafa Kemal Atatürk. Tratatul a asigurat recunoașterea internațională a suveranității noului stat  „Republica Turcia, proclamată la rândul ei drept stat succesor al Imperiului Otoman.

## Contextul istoric
Vedeți și: Împărțirea Imperiului Otoman și Războiul de Independență al Turciei

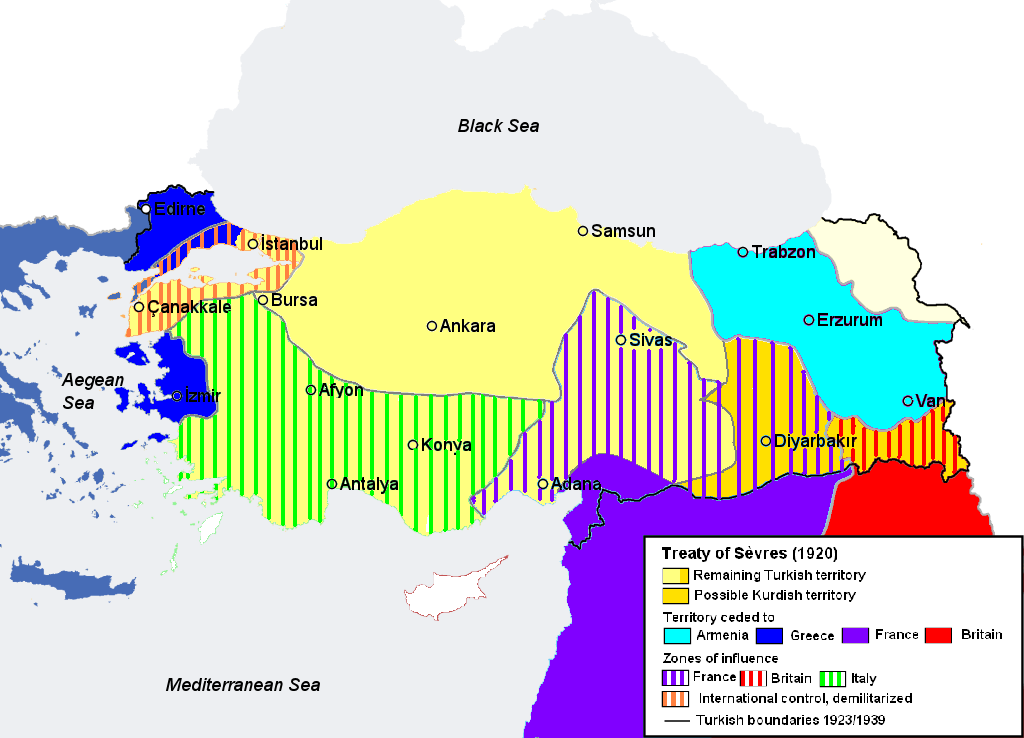
Frontierele Turciei în conformitate cu prevederile Tratatului de la Sèvres (1920), prevederi anulate după semnarea Tratatului de la Lausanne (1923), ca o consecință directă a victoriei naționaliștilor turci conduși de Mustafa Kemal Atatürk în Războiul de Independență

După ce trupele Aliaților au fost expulzate de pe teritoriul Turciei de armata aflată sub conducerea lui Mustafa Kemal Atatürk, guvernul din  Ankara al Mișcării naționale turce a refuzat să mai recunoască prevederile Tratatului de la Sèvres, semnat de guvernul otoman din Istanbul. 
Au avut loc negocieri la Lausanne. Delegația turcă a fost condusă de İsmet İnönü, iar cea a Aliaților a fost condusă de secretarul de stat pentru afacerile externe ale Commonwealthului, George Curzon. Eleftherios Venizelos a fost negociatorul Greciei. Negocierile au durat mai multe luni. Conferința de pace s-a deschis pe 20 noiembrie 1922 și, după mai multe runde de convorbiri furtunoase, a fost întreruptă pe 4 februarie 1923 de protestul delegației turce. Negocierile au fost reluate pe 23 aprilie și, după mai multe dezbateri tensionate și proteste ale turcilor, tratatul de pace a fost semnat pe 24 iulie, după opt luni de negociere.
Tratatul trasa noile frontiere ale Greciei, Bulgariei și Turciei. Turcia renunța la pretențiile asupra Insulelor Dodecaneze (art. 15), Ciprului (art.20), Egiptului și Sudanului (art. 17), Irakului și Siriei (art. 3). Împreună cu Tratatul de la Ankara, tratatul de la Laussane stabilea granițele Turciei cu ultimele două state. De asemenea, Turcia renunța la privilegiile sale din Libia, așa cum erau definite în Tratatul de la Ouchy din 1912. Ca rezultat al acestui tratat de pace, regiunea locuită de kurzi, cunoscută cu numele istoric de Kurdistan, a fost împărțită între Turcia, Siria, Irak și Iran.

## Prevederi
Tratatul era compus din 143 de articole, secțiunile sale principale cuprinzând:
- Convenția asupra strâmtorilor
- Abolirea capitulațiilor Imperiului Otoman în domeniul comercial
- Convenții
- Obligațiuni.

Tratatul recunoștea independența Republicii Turcia și trasa regulile cu privire la protecția minorității elene din Turcia, respectiv a celei musulmane turce din Grecia. În acel moment însă, cea mai mare parte a populației creștine din Turcia și a celei musulmane din Grecia fusese deja deportate în cadrul înțelegerilor cu privire la Schimburile de populație dintre Grecia și Turcia. În cadrul acestor schimburi nu fuseseră cuprinși grecii din Istanbul, Gökçeada (Imbros) și (Tenedos) (aproximativ 270.000 de persoane) și populația turcă din Tracia Apuseană (aproximativ 129.120 de persoane). Articolul 14 asigura insulelor Gökçeada și Bozcaada un statut administrativ special, statut care avea să fie revocat de guvernul turc pe 17 februarie 1926. Republica Turcia a acceptat prin semnarea tratatului pierderea Ciprului, care fusese trecut sub administrația britanică după Congresul de la Berlin din 1878, dar rămăsese de jure teritoriu otoman până la Primul Război Mondial. De asemenea, Turcia a acceptat cedarea Egiptului și Sudanului în favoarea Regatului Unit. Aceste teritorii fuseseră ocupate de forțele britanice încă din  1882 sub pretextul „menținerii ordinei”. Soarta regiunii Mosul, nedecisă de prevederile tratatului, urma să fie hotărâtă de Liga Națiunilor. Turcia a renunțat la pretențiile asupra Dodecanezului, care urmau să fie returnate Turciei de către Italia, după cum stipula articolul 2 Tratatul de la Ouchy Arhivat în 1 septembrie 2013, la Wayback Machine. din 1912, cunoscut și ca Primul Tratat de la Lausanne (1912), semnat la închierea războiului italo-turc din 1911-1912.

### Frontierele
Tratatul delimita frontierele Greciei, Bulgariei și Turciei. Tratatul trasa noile frontiere ale Greciei, Bulgariei și Turciei. Turcia renunța la pretențiile asupra Insulelor Dodecaneze (art. 15), Ciprului (art.20), Egiptului și Sudanului (art. 17), Irakului și Siriei (art. 3). Împreună cu Tratatul de la Ankara, tratatul de la Laussane stabilea granițele Turciei cu ultimele două state. De asemenea, Turcia renunța la privilegiile sale din Libia, așa cum erau definite în Tratatul de la Ouchy din 1912. Ca rezultat al acestui tratat de pace, regiunea locuită de kurzi, cunoscută cu numele istoric de Kurdistan, a fost împărțită între Turcia, Siria, Irak și Iran.

### Convențiile
Au existat mai multe convenții, printre care s-a numărat o înțelegere separată cu SUA, așa-numita  „Concesiune Chester”. Senatul Statelor Unite a refuzat ratificarea tratatului, iar Turcia a anulat, în consecință, sus-numita concesie .

## Urmări
Semnarea Tratatului de la Lausanne a dus la recunoașterea internațională a suveranității noii Republici Turcia și a statutului ei de stat succesor al Imperiului Otoman.
Convenția asupra strâmtorilor Bosfor și Dardanele a fost înlocuită peste 13 ani de  Convenția de la Montreux cu privire la regimul strâmtorilor turce (1936). Prevederile restrictive cu privire la regimul vamal au fost modificate la scurtă vreme după intrarea în vigoare a tratatului. 
Provincia Hatay a rămas parte a Mandatului francez al Siriei, dar și-a obținut independența în 1938 și s-a unit cu Turcia după referendumul din 1939. Siria nu a acceptat niciodată unirea Provinciei Hatay cu Turcia și continuă și în zilele noastre să prezinte regiune pe hărțile oficiale ca parte a teritoriului sirian. 
Turcia a aplicat o amnistie politică. 150 descendenți ai dinastiei otomane, declarate la un moment dat „personae non gratae”, au obținut treptat cetățenia turca, (ultima în 1974).